# 더없이 소중한 것
〈더없이 소중한 것〉(일본어: かけがえのないもの 카케가에노나이모노[*])은 일본의 밴드 ZARD의 38번째 싱글 앨범으로, 2004년 6월 23일 발매되었다. (12cm CD: JBCJ-4001) 곡의 작사는 사카이 이즈미가, 작곡은 오노 아이카(大野愛果)가, 편곡은 코바야시 사토루(小林哲)가 맡았다. 이 곡은 TBS에서 방송되었던 버라이버티 프로그램 《코이스루 하니카미》의 테마곡으로 사용되었다.
B사이드 곡은 〈무아몽중〉(無我夢中 무가무츄[*])이며, 작사는 사카이 이즈미가, 작곡은 오노 아이카가, 편곡은 night clubbers가 맡았다.
싱글은 오리콘 주간 싱글차트 4위에 올랐으며, 6주간 차트에 머물렀다. 한편, 2004년에 있었던 ZARD의 최초, 최후의 콘서트 투어 〈What a beautiful moment〉의 오프닝 영상에 〈영원〉의 오케스트라 연주 버전이 쓰였으며, 이 편곡은 본 싱글에 수록되어있다. 편곡자는 이케다 다이스케(池田大介)이다.

## 수록곡
| #            | 제목                                                     | 작사          | 작곡              | 편곡            | 재생 시간 |
| ------------ | -------------------------------------------------------- | ------------- | ----------------- | --------------- | --------- |
| 1.           | 〈〈더없이 소중한 것〉〉 (かけがえのないもの)            | 사카이 이즈미 | 오노 아이카       | 코바야시 사토루 | 4:15      |
| 2.           | 〈〈무아몽중〉〉 (無我夢中)                              | 사카이 이즈미 | 오노 아이카       | night clubbers  | 4:45      |
| 3.           | 〈〈영원〉〉 (What a beautiful moment Tour Opening Ver.) | 사카이 이즈미 | 토쿠나가 아키히토 | 이케다 다이스케 | 2:37      |
| 4.           | 〈〈더없이 소중한 것〉〉 (Instrumental)                  |               |                   |                 | 4:12      |
| 총 재생 시간 | 총 재생 시간                                             | 총 재생 시간  | 총 재생 시간      | 총 재생 시간    | 15:50     |